# کیتن، استان بورگاس
کیتن شهری در استان بورگاس کشور بلغارستان است که جمعیت آن در سال ۲۰۰۱ میلادی ۱٬۰۷۵ نفر بوده‌است.